# La quimera del tango
La Quimera del Tango fue un grupo musical de tango creado en 2003 en Argentina e integrado por Rodrigo Guerra, Gonzalo Santos, Santiago Fernández y Julio Sleiman.

## Historia
La Quimera del Tango fue formada en 2003 como un proyecto secundario por Rodrigo Guerra (de Pequeña Orquesta Reincidentes) en voz y guitarra, y Gustavo Semmartin y Santiago Fernández (de Me Darás Mil Hijos) en guitarras. En 2004 editaron su primer disco, La Quimera del Tango, en la discográfica Oui Oui Records. Luego de un tiempo en silencio, en 2007 reeditaron el primer disco y lo presentaron nuevamente con Gonzalo Santos, de Satélite Kingston, reemplazando a Gustavo Semmartin. Con esta formación comenzaron a trabajar en su segundo disco, La Muerte del Tango, editado en 2008, también en Oui Oui Records. Además, fueron nominados al Premio Luca Prodan 2009 a la Música Independiente en las categorías Mejor Álbum de Tango/Tango Electrónico y Mejor Canción de Tango/Tango Electrónico (por el álbum y la canción homónima).
En 2010 sumaron al guitarrista Julio Sleiman, integrante de la Orquesta de Salón de Pablo Dacal. Rodrigo Guerra pasó a desempeñarse exclusivamente a cantar y ocasionalmente tocar el serrucho. Con esta formación editaron su tercer disco, Chau Tricota, en 2012 por el mismo sello.
El guitarrista Santiago Fernández falleció en enero de 2017.

## Discografía
- La Quimera del Tango (2004)
- La Muerte del Tango (2008)
- Chau Tricota (2012)